# Riff Reb's
Riff Reb's, de son vrai nom Dominique Duprez, est un dessinateur et un scénariste de bande dessinée français né le 17 décembre 1960 à Burdeau, aujourd'hui Mahdia, près de Tiaret en Algérie.

## Biographie
Après le départ d'Algérie de la famille, il passe sa jeunesse au Havre. Après avoir étudié aux Gobelins à Paris, il fréquente les Arts déco pendant un peu plus de deux ans. Il participe au collectif "Neuvième Cauchemar", en 1983, puis à la fondation de l'Atelier Asylum, en 1984, avec Arthur Qwak, Cromwell et Édith. Ils travaillent, pendant près d'un an et demi, sur le dessin animé Les Mondes engloutis. 
En 1985 paraît Le Bal de la Sueur, son premier album, dessiné en collaboration avec Cromwell. En 1990, il crée le personnage de Myrtil Fauvette. En 2009, son adaptation d'un roman de Mac Orlan, À bord de l’Étoile Matutine, inaugure la collection Noctambule des éditions Soleil et rencontre un grand succès. Riff Reb's est lauréat de la 1re édition du prix de la BD Fnac en 2013 pour son album Le Loup des mers, adaptation du roman éponyme de 1904 de Jack London. 
Curieux et ouvert par nature, Riff dit de lui-même : « J’ai fait de la BD essentiellement, mais aussi du livre jeunesse, des livres d’humour, de la presse, des pochettes de disques, des affiches rock ; voilà, beaucoup de choses. » Patrick Gaumer, spécialiste de la bande dessinée, décrit le style de Riff Reb's comme « dynamique et nerveux ».

## Albums et séries
- Sergeï Wladi, avec Cromwell et Ralph[6] :

1. Le Bal de la sueur, EDS, 1985
2. Aaargl !, Glénat, 1987
3. Tenu par les couilles, Soleil Productions, 2003[7].

- La Crève, avec J. Norman, Glénat, 1988
- Dis bonjour à la dame, Rackham, 1989
- Bergson et le Kid, avec Arthur Qwak, Rackham, 1991
- Love Story, Stakhano, 1993
- My name is dog, avec Édith, Stakhano, 1994
- Myrtil Fauvette, Humanoïdes associés

1. Parole de Diable, 1990
2. ...tu descendras du ciel , 1992
3. Contre Mister Clean, 1995

- Le Cheval illustré de A à Z (avec Homéric), La Sirène, 48 p., janvier 1995  (ISBN 978-2840451846)
- Enfin un livre intelligent sur la préhistoire, La Sirène, 1996
- Le Foot illustré de A à Z (avec Pierre Ménès), préf. Franck Sauzée, La Source/Sirène, juillet 1997  (ISBN 978-2884610223)
- Glam et Comet, Albin Michel

1. Purée cosmique, avec Abuli, 2005
2. Bons baisers de Saturne, avec Corcal, 2007

- À Bord de l'Étoile Matutine, éditions Soleil Productions, coll. Noctambule, 2009 : adaptation du roman éponyme de 1920 de Pierre Mac Orlan
- La Carotte aux étoiles, avec Thierry Murat et Régis Lejonc, les éditions de la Gouttière
- Le Loup des mers, éditions Soleil Productions, coll. Noctambule, 2012 : adaptation du roman éponyme de 1904 de Jack London
- Hommes à la mer, éditions Soleil Productions, coll. Noctambule, 2014 : huit nouvelles librement adaptées
- Qu’ils y restent, texte de Régis Lejonc, avec Pascal Mériaux, Les éditions de la Gouttière, 2016
- Marines, Soleil Productions, coll. Noctambule, octobre 2019  (ISBN 978-2-302-06490-4)
- Trilogie maritime, Soleil Productions, coll. Noctambule, octobre 2019  (ISBN 978-2-302-04863-8) qui regroupe  À Bord de l'Étoile Matutine, Le Loup des mers et Hommes à la mer.
- Le Vagabond des étoiles, d'après Jack London

1. Tome 1[8], Soleil Productions, coll. Noctambule, novembre 2017  (ISBN 978-2-302-07781-2)
2. Tome 2, Soleil Productions, coll. Noctambule, octobre 2020  (ISBN 978-2-302-09024-8)

## Prix et distinctions
- 1986 : Prix Bloody Mary pour Sergeï Wladi t. 1 (avec Cromwell et Ralph)[9]
- 1993 :  Prix Max et Moritz de la meilleure publication de bande dessinée humoristique pour Myrtil Fauvette
- 2013 : prix de la BD Fnac[5] pour Le Loup des mers, d'après le roman éponyme de 1904 de Jack London
- 2013 :  Prix Saint-Michel du meilleur dessin pour Le Loup des mers
- 2013 : prix Ouest-France - Quai des Bulles pour Le Loup des mers
- 2013 : prix Marine et Océans - mention spéciale pour Le Loup des mers
- 2015 : sélection officielle du Festival d'Angoulême  pour Hommes à la mer
- 2019 : sélection du prix Landerneau BD pour Le Vagabond des étoiles - Première partie[10]
- 2019 : sélection du prix BD Fnac / France inter pour Le Vagabond des étoiles - Première partie[11]